# Péricles Gusmão Régis
Péricles Gusmão Régis (Vitória da Conquista, Bahia, 5 de dezembro de 1925), foi um vereador e gerente de uma transportadora de cargas. Em vida e durante a ditadura militar brasileira, foi membro da organização política Movimento Trabalhista Renovador (MTR). Morreu após ser preso em maio de 1964, na mesma cidade de nascimento. Não há informação sobre seu sepultamento. As circunstâncias de sua morte foram objeto de investigação da Comissão Nacional da Verdade.

## Biografia
Péricles Gusmão Régis nasceu em 5 de dezembro de 1925 em Vitória da Conquista, na Bahia. Era filho de Laudicéia Gusmão e Adalberto Regis Keller. Ficou órfão de mãe aos dois anos de idade e contou com a ajuda das tias, entre elas, Maria Gusmão, que cuidou da sua formação.
Mesmo sendo de família rica, Péricles se envolveu com a luta política e social desde muito cedo.
Eleito em 1962 pelo partido Movimento Trabalhista Renovador (MTR), Péricles Gusmão foi preso por agentes do Regime Militar no dia 06 de maio de 1964. No dia 12 de maio do mesmo ano, seis dias depois da detenção, ele foi encontrado morto.
Na ocasião de sua prisão, outros companheiros também foram presos, entre eles, o prefeito de Vitória da Conquista na época, Pedral Sampaio.
O ex-vereador Péricles Gusmão Régis tinha ideias que irritavam a classe dominante local de Vitória da Conquista e defendia a reforma agrária, a redistribuição de renda e o direito dos analfabetos ao voto.
Péricles foi a única vítima fatal da ditadura na cidade de Vitória da Conquista.
Péricles Gusmão Régis é pai de Péricles Gusmão Régis Filho, conhecido por ‘Pequinho Gusmão’ e de Paulo César Gusmão Portela.

## Morte e Investigação
Péricles Gusmão Régis morreu em 12 de maio de 1964, depois de ser preso no dia 6 do mesmo mês, junto com outras 20 pessoas e sob as ordens do então capitão Antônio Bendochi Alves, vinculado ao 19º Batalhão de Caçadores, com sede em Salvador – BA, com o objetivo de responder a um Inquérito Policial Militar (IPM), em razão de suposto crime contra a segurança nacional.
Já no dia 11 de maio de 1964, por volta de 7 horas, foi retirado de sua cela e submetido a um longo interrogatório, que durou até 2 horas da madrugada do dia seguinte.
Quando retornou à cela, estava muito triste e desesperado, segundo depoimento de outros presos políticos. Em seguida, foi colocado sozinho em uma cela. Horas depois, um funcionário, que estava ali de serviço, deu a notícia da morte de Péricles, que, segundo sua versão, se encontrava morto na cela, em consequência de suicídio.
De acordo com a versão divulgada pelos órgãos de repressão – e constante em sua certidão de óbito, a morte teria sido ocasionada por suicídio, após Péricles ter cortado, com uma gilete, seus pulsos, pescoço e braços. A causa da morte não foi atestada por um legista, mas pelo médico oftalmologista Hugo de Castro Lima, preso na mesma época, sob as acusações do mesmo IPM, que atestou “anemia aguda, devido à hemorragia externa, devido à seção de vasos sanguíneos (suicídio)”.
Seguindo as informações disponíveis no relato de Hermann Gusmão Prates, anexado ao processo da CEMDP, o corpo apresentava diversos hematomas e ferimentos. Familiares e amigos contestaram a versão de suicídio. O relator da CEMDP, João Grandino Rodas, mencionou em seu voto que, nos depoimentos das testemunhas, restou sem dúvidas a militância política de Péricles, causa da sua prisão no quartel da Polícia Militar.
O reconhecimento da morte de Péricles Gusmão Régis como responsabilidade do Estado foi aprovado por unanimidade, com ressalva à versão de suicídio, apresentada pelos conselheiros Suzana Keniger Lisbôa e Nilmário Miranda.
Diante das investigações, a Comissão Nacional da Verdade conclui que Péricles Gusmão Régis morreu em decorrência de ação perpetrada por agentes do Estado brasileiro, em contexto de sistemáticas violações de direitos humanos promovidas pela ditadura militar. É recomendada ainda a retificação da certidão de óbito de Péricles Gusmão Régis, assim como a continuidade das investigações sobre as circunstâncias do caso, para a identificação e responsabilização dos demais agentes envolvidos.
O nome de Péricles Gusmão Régis aparece no relatório da CNV (Comissão Nacional da Verdade), entregue em 2014, após dois anos e sete meses de trabalho. O grupo identificou outros 433 mortos e desaparecidos.

## Homenagens

Bandeira do Estado da Bahia

Em Vitória da Conquista, na Bahia, nordeste do Brasil, cidade onde o ex-vereador e vítima da ditadura militar nasceu, uma Escola Municipal leva o seu nome. O ambiente escolar fornece aulas para o Ensino Infantil e Fundamental I. Segundo Censo Escolar de 2018, a Escola Municipal Péricles Gusmão Régis tem em média 204 alunos matriculados.
O ex-vereador de Vitória da Conquista, Péricles Gusmão Régis, foi homenageado na Câmara Municipal de Salvador. A Escola do Legislativo da Câmara Municipal de Salvador, que tem o propósito de formar cidadãos e disseminar valores democráticos ganhou o nome de Péricles Gusmão Régis. O conquistense foi lembrado pelo seu sobrinho-neto, o também ex-vereador Leo Prates. Em um discurso, Prates destacou a luta por uma vida digna pela qual Péricles batalhou, com ideais da democracia e de justiça social. Atualmente, o familiar de Péricles é o Secretário Municipal da Saúde de Salvador.
Em 22 de agosto de 2013, durante uma histórica audiência pública que instalou a Comissão Municipal da Verdade, foram homenageadas inúmeras personalidades diretamente atingidas pela violência do regime militar, entre elas, a figura de Péricles Gusmão Régis.
Paulo César Gusmão Portela, filho de Péricles Gusmão, recebeu a Moção de Congratulação e contou um pouco da trajetória do pai, que segundo palavras dele, era um “Homem combativo e destemido. Como pai, uma pessoa de gestos simples e muito educador. Este foi o maior legado que nos deixou”.

## Ver Também
- Lista de mortos e desaparecidos políticos na ditadura